# Les Amours de Joanna Godden
Les Amours de Joanna Godden (The Loves of Joanna Godden) est un film britannique de Charles Frend, adapté d'un roman de Sheila Kaye Smith, et sorti en 1947. Certaines scènes furent tournées par Robert Hamer, lorsque Frend était souffrant, mais il n'est pas crédité au générique.

## Synopsis
Dans la Grande-Bretagne édouardienne, Joanna Godden est une jeune femme dont trois prétendants se disputent sa main en mariage.
À la mort du père de Joanna, cette dernière hérite d'une ferme à Romney Marsh dans le Kent. Elle est déterminée à diriger la ferme elle-même. Son voisin Arthur Alce, se moque de ses ambitions mais l'aime tout de même en secret. En choisissant un nouveau berger, elle permet à celui-ci d'éprouver pour elle une attirance physique. Hélas pour lui, son jugement d'agriculteur est faussé par ses sentiments et son plan de croisement de moutons échoue. Finalement, sa richesse disparue, Joanna se tourne vers Arthur Alce pour obtenir de l'aide - mais pas de l'amour. Elle se résout à accepter la proposition de mariage de Martin Trevor, un visiteur du monde au-delà du marais. Mais à la veille de leur mariage, Martin meurt et Joanna finit seule.

## Fiche technique
- Titre original : The Loves of Joanna Godden
- Réalisation : Robert Hamer
- Scénario : H.E. Bates, Angus MacPhail, d'après le roman de Sheila Kaye Smith, Joanna Godden
- Directeur de la photographie : Douglas Slocombe
- Musique : Ralph Vaughan Williams
- Direction artistique : Duncan Sutherland
- Ingénieurs du son : Stephen Dalby, Mary Habberfield, A.E. Rudolph
- Montage : Michael Truman
- Producteurs : Michael Balcon, Sidney Cole
- Société de production :  Ealing Studios
- Pays de production : Royaume-Uni
- Genre : Drame
- Durée : 89 minutes
- Date de sortie : 
  - Royaume-Uni : 9 juin 1947

## Distribution
- Googie Withers : Joanna Godden
- Jean Kent : Ellen Godden
- John McCallum : Arthur Alce
- Derek Bond : Martin Trevor
- Henry Mollison : Harry Trevor
- Chips Rafferty : Collard
- Sonia Holm : Louise
- Josephine Stuart : Grace Wickens
- Alec Faversham : Peter Relf
- Edward Rigby : Stuppeny
- Frederick Piper : Isaac Turk
- Fred Bateman : Young Turk
- Douglas Jefferies : Huggett
- Gilbert Davis : Godfrey
- Grace Arnold : Martha
- Barbara Leake : Mrs Luckhurst
- Ronald Simpson : Rev. Brett
- Ethel Coleridge : Lighthouse keeper's wife
- William Mervyn : Huxtable
- Betty Shale : Mrs. Vennal
- Ernie Flisher : Fuller
- Charles Whiteley : Hook
- Dive Turk : Wilson
- Albert Thompson : Elphit